# Adamanti
Adamanti (en llatí Adamantius, en grec Ἀδαμάντιος Adamántios) fou un antic metge jueu que portava el títol de Iatrosophista (ἰατρικῶν λόγων σοφιστής i que vivia a Alexandria d'on fugí quan els jueus foren expulsats de la ciutat pel patriarca Ciril I d'Alexandria l'any 415. Va anar a Constantinoble on es va convertir al cristianisme per persuasió del patriarca Àtic de Constantinoble. Després va tornar a Alexandria.
Va escriure un tractat de fisiognomia, dedicat a un Constantios que podria ser Constanci III, el marit de Gal·la Placídia, la filla de Teodosi el gran, i que fou emperador set mesos juntament amb Honori. El tractat es titulava Φυσιογνωμονικὰ en dos llibres, en gran part copiat de l'obra de Polemó com el mateix autor confessa, que fou publicat per primer cop el 1540.
Una altra de les seves obres es titulava Πετὶ Ἀνέμων o De Ventis", que sembla que es va perdre, es troba citada en uns escolis a Hesíode. El metge Aeci cita un extracte d'aquesta obra. Aeci i Oribasi conserven algunes de les seves receptes mèdiques.